# Les Elfes
Pour les articles homonymes, voir Elfe (homonymie).
Les Elfes est une mélodie pour voix et piano de Claude Debussy composée en 1881 sur un poème de Leconte de Lisle.

## Présentation
Les Elfes est composé fin 1881 sur un texte de Leconte de Lisle extrait du recueil Poèmes barbares (no XVI).
La mélodie, qui fait 175 mesures, est avec Séguidille l'une des deux plus longues de Debussy et « possède un souffle épique reflétant admirablement le climat de la ballade nordique du poète ».
Musicalement, Debussy opère quelques coupes dans le poème mais « utilise la forme couplet-refrain correspondant au texte de Leconte de Lisle. Ainsi le refrain, basé sur le distique « Couronnés de thym et de marjolaine, / Les Elfes joyeux dansent sur la plaine » revient quatre fois et donne lieu à une série de variantes sur le premier vers [...] tandis que le deuxième vers [...] répété deux fois par Debussy est mis en musique de manière assez similaire sous forme de mouvement chromatique descendant. L'écriture pianistique bien souvent orchestrale, où transparaissent des réminiscences de La Walkyrie de Wagner, alliée à la virtuosité vocale contribue au caractère tragique de cette chevauchée ».
La partition est publiée pour la première fois par Durand en 2012 (éd. Denis Herlin, recueil « Quatre nouvelles mélodies », avec L'Archet, Le Matelot qui tombe à l'eau et Romance (Non, les baisers d'amour)).
La durée moyenne d'exécution de la pièce est de sept minutes environ.
Dans le catalogue des œuvres du compositeur établi par le musicologue François Lesure, Les Elfes porte le numéro L 25.

## Discographie
- Debussy Songs vol. 3, Jennifer France (soprano), Malcolm Martineau (piano), Hyperion Records CDA68016, 2014.
- Claude Debussy : intégrale des mélodies, 4 CD, Liliana Faraon et Magali Léger (sopranos), Marie-Ange Todorovitch (mezzo-soprano), Gilles Ragon (ténor), François Le Roux (baryton), Jean-Louis Haguenauer (piano), Ligia Digital, 2014[5],[6].
- Claude Debussy : The complete works, CD 19, Natalie Dessay (soprano), Philippe Cassard (piano), Warner Classics, 2018[7].